# Fossa di Bronzolo
La fossa di Bronzolo o fossa grande di Bronzolo (più raramente indicata come fossa di Ora,, Branzoller Graben in tedesco) è un corso d'acqua artificiale che scorre interamente in provincia di Bolzano. È una fossa di drenaggio realizzata per bonificare la Bassa Atesina. Nasce a sud di Laives dalla confluenza della Fossa di Laives con il Rio Vallarsa, e sfocia nell'Adige a sud dell'abitato di Ora, dopo essere entrato per un brevissimo tratto nel territorio comunale di Montagna.
Prende il nome dalle località di Bronzolo ed Ora che la fossa attraversa. Numerosi sono i canali e le fosse artificiali minori che vi confluiscono, ma è suo affluente, come detto, anche il Rio Vallarsa, a sud di Laives.
La fossa di Bronzolo scorre quasi interamente fra i frutteti (perlopiù meleti) che caratterizzano la Bassa Atesina.